# 王世充
王世充（？—621年），字行滿，隋朝末年群雄之一，官居太尉、相国，封郑王。隋皇泰二年（619年），王世充在东都洛阳篡位，廢皇泰主，自稱「大鄭皇帝」。唐朝武德四年（621年）敗於李世民，被唐朝流放到巴蜀，遇仇而死。

## 生平

### 早期经历
王世充的祖先原為西域月氏胡人，祖父支颓褥迁居新丰县（今陕西临潼东北），支颓褥早死，他的妻子年轻守寡，与出自京兆王氏的仪同王粲不合礼法的婚配，生下儿子王琼，王粲于是将支颓褥的妻子纳为妾，支颓褥的儿子支收随母亲嫁到王家，王粲喜爱支收，支收因此改姓王，后来王收官至怀、汴二州长史。
王世充虯髪豺聲，沉猜多詭詐，自幼喜好經史和兵法，隋开皇年間，为左翊卫，因軍功昇至兵部員外郎，明习法律，利口善辩。大業年間，官至江都郡丞，领江都宮監，因为能力出众，為隋炀帝杨广所信任。大业八年（612年），募江都万余人，镇压朱燮、管崇等义军。大业九年（613年）參與平定杨玄感的叛乱，以及河南山東一帶民變有功，聲望更高，奠定了其在河南地區的勢力。大业十年，败齐郡孟让义军。他曾经帶軍到雁门勤王，立下赫赫战功。常搜索珍宝，选美女以取悦隋炀帝。大业十二年（616年），迁江都通守，又破格谦等义军。

大业十三年（617年），魏公李密攻陷洛口仓，进逼东都，隋炀帝特诏王世充发兵，于洛口抵抗瓦岗军李密，王世充军队战败，自系监狱请罪，隋炀帝之孙越王杨侗遣使赦之，征还洛阳，置营于含嘉仓城。

### 总揽朝政
大业十四年（618年）4月11日，隋炀帝在江都被宇文化及所弑，终年五十岁。五月，王世充與元文都、段达、皇甫無逸等人在洛邑擁立越王楊侗為皇帝，年号皇泰，王世充被任命為吏部尚書、鄭國公。杨侗用元文都、卢楚的计谋，招安李密，任命李密为魏国公、太尉、尚书令，率兵在黎阳抵抗宇文化及，王世充对此心怀不满。
元文都密谋杀王世充，段达告密，王世充殺死元文都，拜尚书左仆射、总管内外诸军事，專擅朝政。当时群雄之一的李密围攻洛阳并将王世充的哥哥王世伟和三个儿子王玄应、王玄恕、王玄琼扣在偃师，王世充大破瓦岗军，打破偃师，不但救出自己的家属，还俘获李密部众的家属，李密投降唐朝，李密部将秦琼、程咬金、罗士信、单雄信等人都为王世充所获，李密领地多归降杨侗政权，叛将朱粲也投降了，夏王窦建德名义上也归顺了。王世充被加太尉，求加九锡，封郑王。次年，又被封为相国，楊侗被迫答应。

### 篡位称帝
隋皇泰二年四月初七乙巳（619年5月25日），王世充篡位，迫皇泰帝禅让，自立為帝，國號鄭，年號開明，統治地區為今河南省北部，改封杨侗为潞国公，迁居含凉殿，杨侗每日只能礼佛以祈求平安。五月，王世充部将裴仁基、裴行俨父子策划刺杀王世充，事情败露被杀害。六月，王世充派侄子王仁则和家仆梁百年，携毒酒去把杨侗賜死。杨侗自知难逃一死，遂服毒，向佛祖许愿「下辈子不要再生在帝王家」，一时半刻竟没毒发，最后王仁则直接把杨侗缢死，谥号隋恭帝。
起初，王世充下令自己出行时百姓不需要回避，声称自己是为了拯救天下而称帝，自己不能像昏君一样不知民情，于是就在朝堂处理民事诉讼和纳谏，但是不久就因事务纷繁而不再如此。後来因其統治過於嚴苛殘酷，導致人民逃亡，不少將領如秦琼、羅士信、程咬金等人也向西投靠唐朝。之前，王世充为了笼络罗士信而与他同卧起，但是后来他和邴元真也同卧起，并且夺走罗士信的马给侄子王道询，终导致罗士信背叛，投奔唐軍李淵。同样投唐的程咬金对王世充的评价也很不佳。

### 兵败身亡
唐武德三年（620年）七月，唐國秦王李世民率兵挺進中原，勢如破竹，相繼攻占豫州多郡，王世充困於洛陽孤城，逼迫乞援於夏王竇建德。621年，竇建德在虎牢之戰為李世民所敗。五月丙寅（621年6月4日），王世充援絕而降，被俘至长安李渊處。王世充說：「計臣之罪，誠不容誅，然陛下愛子秦王許臣不死。」遂免為庶人，全族流放巴蜀，途中居雍州廨舍，与兄王世恽皆為仇家定州刺史獨孤修德所殺。其余兄弟子侄也在流放途中以谋反罪被诛。

## 家庭

### 先代
- 父王收
- 叔陳王王瓊
  - 杞王王辯

### 兄弟
- 兄王世師
  - 宋王王太
  - 越王王君度
- 兄秦王王世衡
  - 蔡王王虔壽
- 兄楚王王世偉
  - 魏王王弘烈
  - 荊王王行本
  - 代王王琬
- 兄齊王王世惲
  - 唐王王仁則
  - 衛王王道誠
  - 趙王王道詢
  - 燕王王道夌
- 弟王世辯

### 子女
- 太子王玄應
- 漢王王玄恕
- 王玄瓊

## 影視形象
- 1987年电视剧《大运河》：江毅饰
- 1993年电视剧《新隋唐演义》：张福生饰
- 1999年电视剧《新少林寺》：周晓文饰
- 2001年电视剧《乱世桃花》：秦焰饰
- 2003年电视剧《隋唐英雄传》：崔景富饰
- 2004年电视剧《大唐双龙传》：黎汉持饰
- 2005年电视剧《开创盛世》：李旗山饰
- 2006年电视剧《贞观之治》：王鸣饰
- 2009年电视剧《少林寺传奇2》：梁家仁饰
- 2012年电视剧《隋唐英雄》：徐晓东饰
- 2013年电视剧《隋唐演义》：李庆祥饰

### 引用
1. ↑  《新唐书》王世充以防夫未备，置雍州廨舍。独孤机之子定州刺史修德帅兄弟至其所，矫称敕呼郑王；世充与兄世恽趋出，修德等杀之。诏免修德官。其馀兄弟子侄等，于道亦以谋反诛。

## 外部連結
[在维基数据编辑]
 《北史/卷079》，出自李延壽《北史》
 《隋書·卷85》，出自魏徵《隋书》
 《舊唐書/卷54》，出自刘昫《舊唐書》
 《新唐書/卷085》，出自《新唐書》
 在维基共享资源阅览影像
| 隋朝政府官员                 | 隋朝政府官员                        | 隋朝政府官员                                  |
| ---------------------------- | ----------------------------------- | --------------------------------------------- |
| 前任： 宇文智及 （杨浩政权） | 隋朝尚書左仆射 (皇泰主政权) 618年   | 末任 原因：隋朝灭亡 后朝相同职位: 唐 · 裴寂   |
| 前任： 李密                  | 隋朝尚書令 (皇泰主政权) 618年—619年 | 末任 原因：隋朝灭亡 后朝相同职位: 唐 · 李世民 |
| 军职                         |                                     |                                               |
| 前任： 李密                  | 隋朝太尉 (皇泰主政权) 618年—619年   | 末任 原因：隋朝灭亡 后朝相同职位: 唐 · 李世民 |
| 中國皇族                     |                                     |                                               |
| 新頭銜 大郑建立              | 大郑皇帝 619年－621年               | 末任 原因：大郑滅亡                           |
| 前任： 隋皇泰主 楊侗         | 中國君主 （河南一带） 619年－621年  | 繼任： 唐高祖 李淵                            |